# Glenea disa
Glenea disa é uma espécie de escaravelho da família Cerambycidae. Foi descrita por Per Olof Christopher Aurivillius em 1911 e é conhecida a sua existência no Bornéu.